# Попп, Александр
 Александр Попп (нем. Alexander Popp, род. 4 ноября 1976, Гейдельберг, ФРГ — немецкий профессиональный теннисист.

## Биография
Александр Попп родился в Гейдельберге в семье Райнера и Дженнифер, и начал играть в теннис в возрасте 8 лет. С 1994 года до выхода на пенсию его тренировал Хельмут Люти. Он имеет британский паспорт через свою мать, которая родилась в Вулвергемптоне.

## Карьера
Попп стал профессионалом в 1997 году в возрасте 21 года.
Важнейшими моментами карьеры Поппа являются выходы в четвертьфинал Уимблдонского турнира в 2000 году (по пути к четвертьфиналу победил Майкла Чанга, Густаво Куэртена и Марка Россе) и в 2003 году (победа над десятой ракеткой мира Иржи Новаком). Он также дошёл до четвёртого раунда на Уимблдоне в 2004 году. В каждом из этих трёх турниров немецкий теннисист проиграл будущему финалисту (Патрику Рафтеру, Марку Филиппуссису и Энди Роддику соответственно), причём у Филиппуссиса вёл 2:0 по сетам. На Уимблдонском турнире 2005 года немец остановился в третьем раунде, где проиграл Дмитрию Турсунову. В другие годы Попп на Уимблдоне не играл. Он также дошёл до финала травяного турнира в Ньюпорте в 2004 году, после чего поднялся на 74-е место в рейтинге ATP в одиночном разряде. В парном разряде Попп вышел в финал того же турнира в 2002 году (вместе с Юргеном Мельцером) и в полуфинал чемпионата Хошимина в 2005 году (вместе с Иржи Ванеком).
На других покрытиях, в промежутках между короткими сериями турниров на траве, достижений у Поппа не было. На Открытом чемпионате США немец лишь дважды (в 2000 и 2002 годах) преодолел барьер первого раунда, на Открытом чемпионате Австралии за всю карьеру лишь один раз (в 2001 году) прошел во второй круг, а на Открытом Чемпионате Франции все шесть раз проиграл в первом же раунде. Двухметровый Попп полагался на игру у сетки, а на задней линии играл неуверенно. Именно поэтому лучшие результаты он показывал на турнирах на травяном покрытии, а на других покрытиях играл средне, большую часть своей карьеры проведя на турнирах более низкой категории, где выиграл 7 турниров серии «челленджер» и шесть турниров категории «фьючерс».
Немец не доиграл даже до своего 29-го дня рождения: в октябре 2005 года Попп в первом раунде турнира в Санкт-Петербурге проиграл Сергею Стаховскому, после чего больше не участвовал в турнирах и завершил карьеру из-за травмы правого плеча.

## Участие в финалах турниров АТР (2)
| Легенда           |
| Большой шлем      |
| АТР Мастерс       |
| ATP Gold          |
| ATP International |

### Одиночный разряд (1)

#### Поражения (1)
| №  | Дата         | Турнир       | Покрытие | Соперник в финале | Счёт           |
| 1. | 13 июля 2004 | Ньюпорт, США | Трава    | Грег Руседски     | 6-7(5), 6-7(2) |

### Парный разряд (1)

#### Поражения (1)
| №  | Дата         | Турнир       | Покрытие | Партнёр       | Соперники в финале     | Счёт    |
| 1. | 14 июля 2002 | Ньюпорт, США | Трава    | Юрген Мельцер | Боб Брайан Майк Брайан | 5-7 3-6 |

## История выступлений на турнирах
| Турниры Большого шлема                |     |     |     |     |     |     |     |        |       |     |
| Australian Open                       | A   | A   | 2R  | A   | A   | 1R  | A   | 0 / 2  | 1–2   | 33% |
| Открытый чемпионат Франции по теннису | A   | 1R  | 1R  | 1R  | 1R  | 1R  | 1R  | 0 / 6  | 0–6   | 0%  |
| Уимблдон                              | A   | QF  | A   | A   | QF  | 4R  | 3R  | 0 / 4  | 13–4  | 76% |
| Открытый чемпионат США по теннису     | Q1  | 2R  | Q1  | 2R  | 1R  | 1R  | 1R  | 0 / 5  | 2–5   | 29% |
| Win–loss                              | 0–0 | 5–3 | 1–2 | 1–2 | 4–3 | 3–4 | 2–3 | 0 / 17 | 16–17 | 48% |
| Тур ATP Мастерс 1000                  |     |     |     |     |     |     |     |        |       |     |
| Гамбург                               | A   | A   | A   | A   | A   | A   | Q1  | 0 / 0  | 0–0   | –   |
| Цинциннати                            | A   | A   | A   | A   | Q2  | A   | A   | 0 / 0  | 0–0   | –   |
| Win–loss                              | 0–0 | 0–0 | 0–0 | 0–0 | 0–0 | 0–0 | 0–0 | 0 / 0  | 0–0   | –   |